# 14062 Кремаскіні
14062 Кремаскіні (14062 Cremaschini) — астероїд головного поясу, відкритий 14 лютого 1996 року.
Тіссеранів параметр щодо Юпітера — 3,494.